# Собівартість продукції
Собівáртість продýкції — являє собою грошовий вираз витрат підприємства на виробництво та реалізацію продукції. Це комплексний економічний показник, який об'єднує в собі витрати матеріалізованої праці (обладнання та витрати на спожиті засоби виробництва) і витрати живої праці (витрати на заробітну плату).
Від собівартості продукції залежить кінцевий показник діяльності підприємств — прибутковість. 

## В окремих галузях

### Собівартість продукції гірничої промисловості
Складається з витрат на проведення підготовчих виробок, необхідних для відтворення фронту очисних робіт при підземному видобутку і на проведення розкривних робіт при відкритій розробці родовищ; на видобуток корисних копалин, на поліпшення умов праці і техніки безпеки, на підвищення кваліфікації працівників шахти, кар'єру; на вдосконалення технології і організації виробництва і поліпшення якості продукції; витрат на збагачення і збут продукції.

### Собівартість продукції нафтогазовидобувного підприємства
Економічний показник, який характеризує його грошові та матеріальні витрати на видобування і реалізацію нафти, нафтового та природного газу. Характерною особливістю собівартості видобування нафти і газу є значна питома вага умовно-постійних витрат. У промисловій собівартості видобування нафти і газу до них відносять амортизацію свердловин та інших основних засобів, цехові і загальнопромислові витрати, заробітну плату, витрати на освоєння і підготовку виробництва, на утримання й експлуатацію обладнання та інш. Питома вага умовно-постійних витрат у собівартості видобування нафти становить 75-85 %, а газу — 80-90 %. Склад витрат на видобування нафти і газу в розрізі калькуляційних статей є таким: 1) енергія на видобування нафти; 2) допоміжні матеріали; 3) штучний вплив на пласт; 4) заробітна плата з нарахуваннями; 5) амортизація свердловини; 6) збирання і транспортування нафти та газу; 7) підготовка газу; 8) технологічна підготовка нафти; 9) підготовка й освоєння виробництва; 10) утримання й експлуатація обладнання; 11) цехові витрати; 12) загальнопромислові витрати; 13) інші виробничі витрати, в тому числі на геологорозвідувальні роботи; 14) позавиробничі витрати.